# 官庄水库 (醴陵)
官庄水库是中华人民共和国湖南省株洲市醴陵市官庄乡境内的一座水库，位于浏阳河支流涧江上，建于1959年。水库正常库容为7600万立方米，集雨面积为201平方千米，海拔为123.6米。